# 雅罗斯拉夫卡 (敖德萨州)
46°4′44″N 29°52′17″E / 46.07889°N 29.87139°E
雅羅斯拉夫卡（烏克蘭語：Ярославка）是位於烏克蘭西南部的村莊，由敖德萨州裡比爾霍羅德-德涅斯特羅夫斯基區的普拉赫蒂伊夫卡市鎮負責管轄。該村始建於1826年，面積2.04平方公里，海拔高度35米，2001年人口1,376，人口密度每平方公里674.51人。